# Johannes Blaskowitz
Johannes Albrecht Blaskowitz (10. června 1883, Paterswalde – 5. února 1948, Norimberk) byl vysoce vyznamenaný veterán první světové války a německý generál v době druhé světové války v hodnosti Generaloberst (Generálplukovník). Mimo jiné byl i držitelem rytířského kříže železného kříže s dubovými ratolestmi a meči nebo Německého kříže ve stříbře.

## Život
Narodil se v městě Paterswaldu ve Východním Prusku (dnes Bolšaja Poljana v Kaliningradské oblasti) jako syn luteránského pastora. V roce 1894 začal navštěvovat vojenskou kadetní školu.
Účastnil se bojů v první světové válce na východní i západní frontě, nejprve jako velitel roty a praporu, později jako štábní důstojník. Po skončení války zůstal v době Výmarské republiky příslušníkem Reichswehru. Velel dále praporu, později pluku. Následně zastával funkce náčelníka štábu pěší divize, a až do dubna 1935 byl inspektorem vojenského školství. Necelý rok poté působil jako velitel pěší divize a následně byl jmenován do funkce velitele II. armádního sboru.

## Německá okupace Čech, Moravy a Slezska
Během nacistické invaze do ČSR 15. března 1939 se stal vrchní velitel armádní skupiny III. generál Blaskowitz vrchním velitelem okupačních vojsk v Čechách a na vývěsních tabulích po celé republice se objevil proslulý Erlaß (výnos) psaný lámanou češtinou, v jehož další verzi byla opravena česká část:

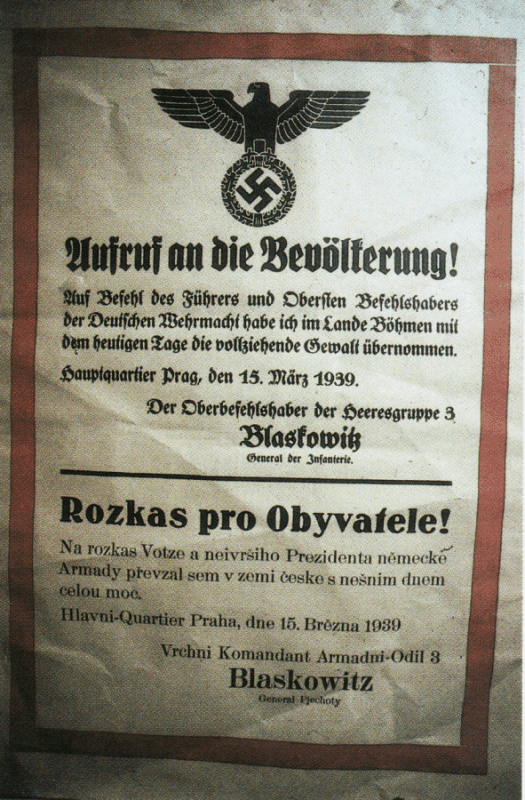
Rozkas

| „ | Rozkas pro Obyvatele! Na rozkas Votze a neivršiho Prezidenta německé Armady převzal sem v zemi česke s nešnim dnem celou moc. Hlavni-Quartier Praha, dne 15. Brězna 1939 Vrchni Komandant Armadni-Odil 3, Blaskowitz, General Pjechoty | “ |

Účastnil se jednání ministra Ribbentropa s předsedou vlády Rudolfem Beranem. Dne 4. dubna 1939 vydal prohlášení, že Němci nepřišli jako dobyvatelé. Toto prohlášení bylo součástí německé taktiky.   Dne 26. března 1939 položil věnec ke hrobu Neznámého vojína na Staroměstském náměstí. Pokryteckého aktu, který měl deklarovat úctu k českým vojákům se musel účastnit i ministr národní obrany Jan Syrový.
Pěchotní generál Blaskowitz opustil Prahu po ceremonii, při níž byla na Pražském Hradě vyměněna říšská válečná vlajka, kterou nechal vyvěsit 18. března 1939, za vlajku služební.

## 2. světová válka
V předvečer druhé světové války se v srpnu 1939 stal velitelem 8. armády Skupiny armád Jih, která se zúčastnila útoku na Polsko, kde její jednotky zničily v době bojů na Bzure polské armády Poznaň a Pomořansko. Dne 20. října byl Blaskowitz pověřen velením okupační armády v Polsku v rámci Hlavního velitelství Východ. V této funkci protestoval proti jednání jednotek Waffen-SS a Einsatzgruppen na polském území, za což musel snášet kritiku od Hanse Franka, jakož i nařčení z přílišné měkkosti. Dne 14. května 1940 byl z této funkce odvolán a přeložen k 9. armádě, která bojovala ve Francii. Od července byl vojenským gubernátorem severní Francie. Od října 1940 až do 2. května 1944 velel 1. armádě dislokované celou dobu ve Francii. Následně byl jmenován velitelem Skupiny armád G, která se nacházela v jižní Francii. Koncem ledna 1945 byl pověřen velením Skupiny armád H, avšak už v dubnu byl pověřen velením německých vojsk v Holandsku. Zde pak mezi 5. a 6. květnem 1945 v hotelu de Wereld ve městě Wageningen odevzdal do rukou generála Charlese Foulkese kapitulaci německých sil v zemi.

## Sebevražda
Po válce byl souzen za válečné zločiny v procesu s vrchním velením. Před vynesením rozsudku spáchal 5. února 1948 sebevraždu. Vytrhl se strážím a z ochozu skočil do dvorany soudní budovy.

## Shrnutí vojenské kariéry

### Data povýšení
- Fähnrich – 2. březen, 1901
- Leutnant – 27. leden, 1902
- Oberleutnant – 27. leden, 1910
- Hauptmann – 17. únor, 1914
- Major – 1. leden, 1922
- Oberstleutnant – 6. duben, 1926
- Oberst – 1. říjen, 1929
- Generalmajor – 1. říjen, 1932
- Generalleutnant – 1. prosinec, 1933
- General der Infanterie – 1. srpen, 1936
- Generaloberst – 1. říjen, 1939

### Vyznamenání
- Rytířský kříž železného kříže (1. držitel) – 30. září, 1939
- Dubové ratolesti k rytířskému kříži železného kříže (640. držitel) – 29. říjen, 1944
- Meče k rytířskému kříži železného kříže (146. držitel) – 25. duben, 1945
- Německý kříž ve stříbře – 30. říjen, 1943
- Pruský železný kříž I. třídy – 2. březen, 1915
- Pruský železný kříž II. třídy – 27. září, 1914
- Spona k pruskému železnému kříži II. třídy – 11. září, 1939
- Spona k pruskému železnému kříži I. třídy – 21. září, 1939
- Válečný záslužný kříž I. třídy s meči
- Válečný záslužný kříž II. třídy s meči
- Odznak za zranění v černém (první světová válka)
- Kříž cti – 10. listopad, 1934
- Sudetská pamětní medaile se sponou Pražský hrad
- Rytířský kříž královského pruského domácího řádu Hohenzollernů s meči – 1. září, 1917
- Turecký Železný půlměsíc – 11. červenec, 1917
- Velkovévodský kříž Friedricha Augusta I. třídy – 26. květen, 1916
- Velkovévodský kříž Friedricha Augusta II. třídy – 26. květen, 1916
- Rakousko-Uherský vojenský záslužný kříž III. třídy s válečnou ozdobou – 10. únor, 1916
- Královský bavorský vojenský záslužný řád IV. třídy s meči – 15. květen, 1916
- Brunšvický válečný záslužný kříž II. třídy – 4. červen, 1916
- Královská maďarská válečná pamětní medaile s meči a přilbou – 11. prosinec, 1936
- Rakouská válečná pamětní medaile s meči – 12. leden, 1937
- Královská bulharská válečná pamětní medaile s meči – 19. leden, 1937
- Řád italské koruny, velkokříž – 28. ledna, 1941
- |  |  |  Služební vyznamenání Wehrmachtu od IV. do I. třídy
- Zmíněn ve Wehrmachtbericht – 27. září, 1939